# Lustenau
Lustenau ([ˈluːstənaʊ]; Alemannisch: Luschnou) is een gemeente in de Oostenrijkse deelstaat Vorarlberg, gelegen in het district Dornbirn. De gemeente heeft ongeveer 22.500 inwoners en is daarmee de Marktgemeinde met de grootste bevolking in Oostenrijk.

## Geografie

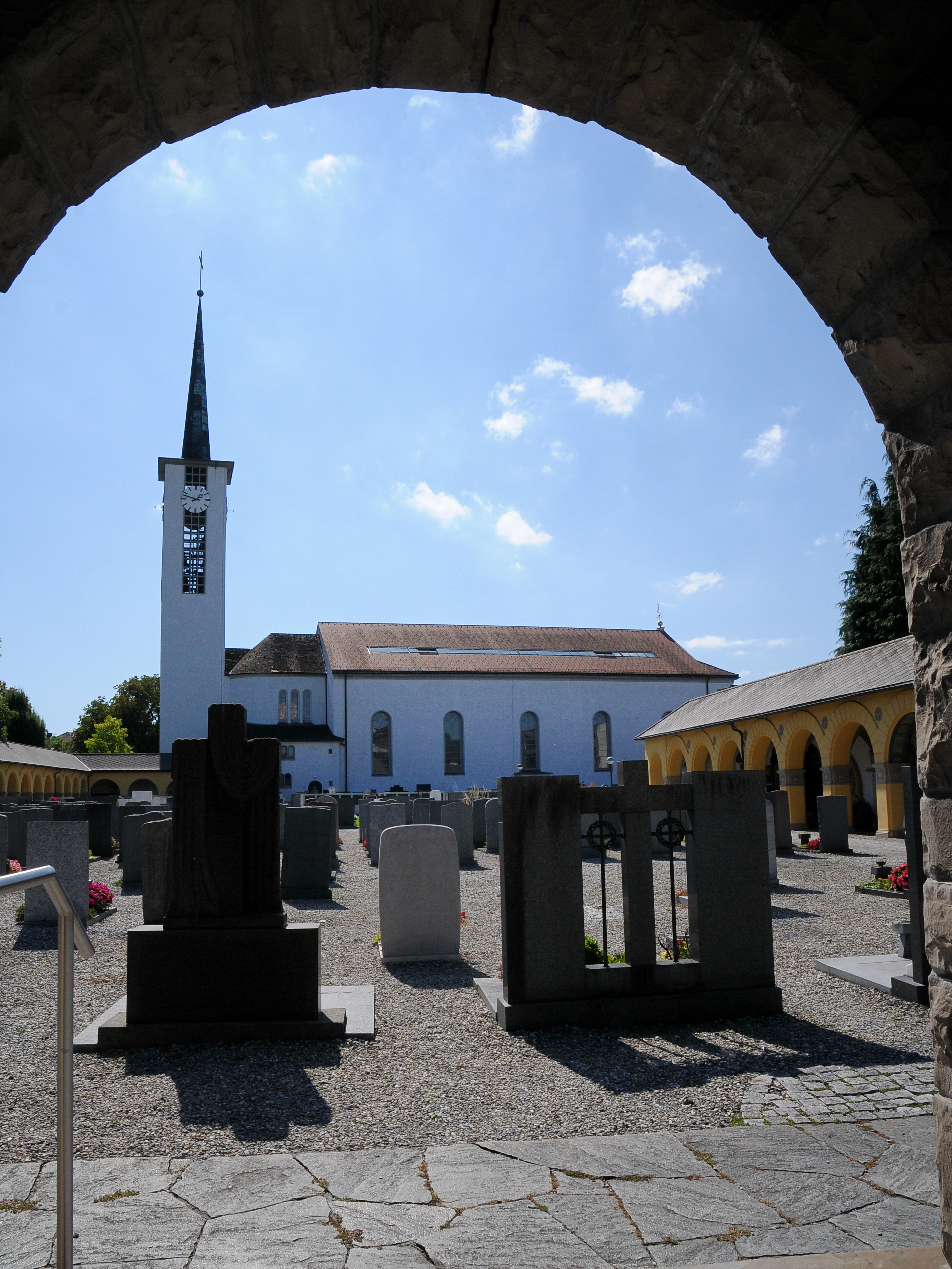
Parochiekerk St. Peter und Paul in Lustenau

Lustenau heeft een oppervlakte van 22,55 km². Het ligt in het westen van het land.

## Geschiedenis
Lustenau kende eeuwenlang een grote zelfstandigheid als Rijkshof Lustenau. Het Reichshofstadion in Lustenau, dat het grootste voetbalstadion van Vorarlberg is, verwijst nog naar die geschiedenis.

## Cultuur
Een historische fietspad (Historischer Radrundweg) in Lustenau toont 13 plekken van herinnering en informeert over de architectonische bijzonderheden en de belangrijkste ontwikkelingen van de gemeente.
Het museum voor de broderie (Stickereimuseum) toont de lange traditie van de broderie en haar invloed op de identiteit van Lustenau.
In het Radiomuseum worden 550 objecten gedateerd tussen 1920 en 1970 gepresenteerd.
Het Oostenrijks-Zwitserse museum Rhein-Schauen informeert over de geschiedenis van de Rijn en het Rheinbähnle.
De parochiekerk St. Peter und Paul werd in 1832 ingewijd. De Kilbi, een feest georganiseerd door de parochiekerk, is het grootste volksfeest in Vorarlberg. Zij vindt elk jaar op de tweede zondag in october plaats.

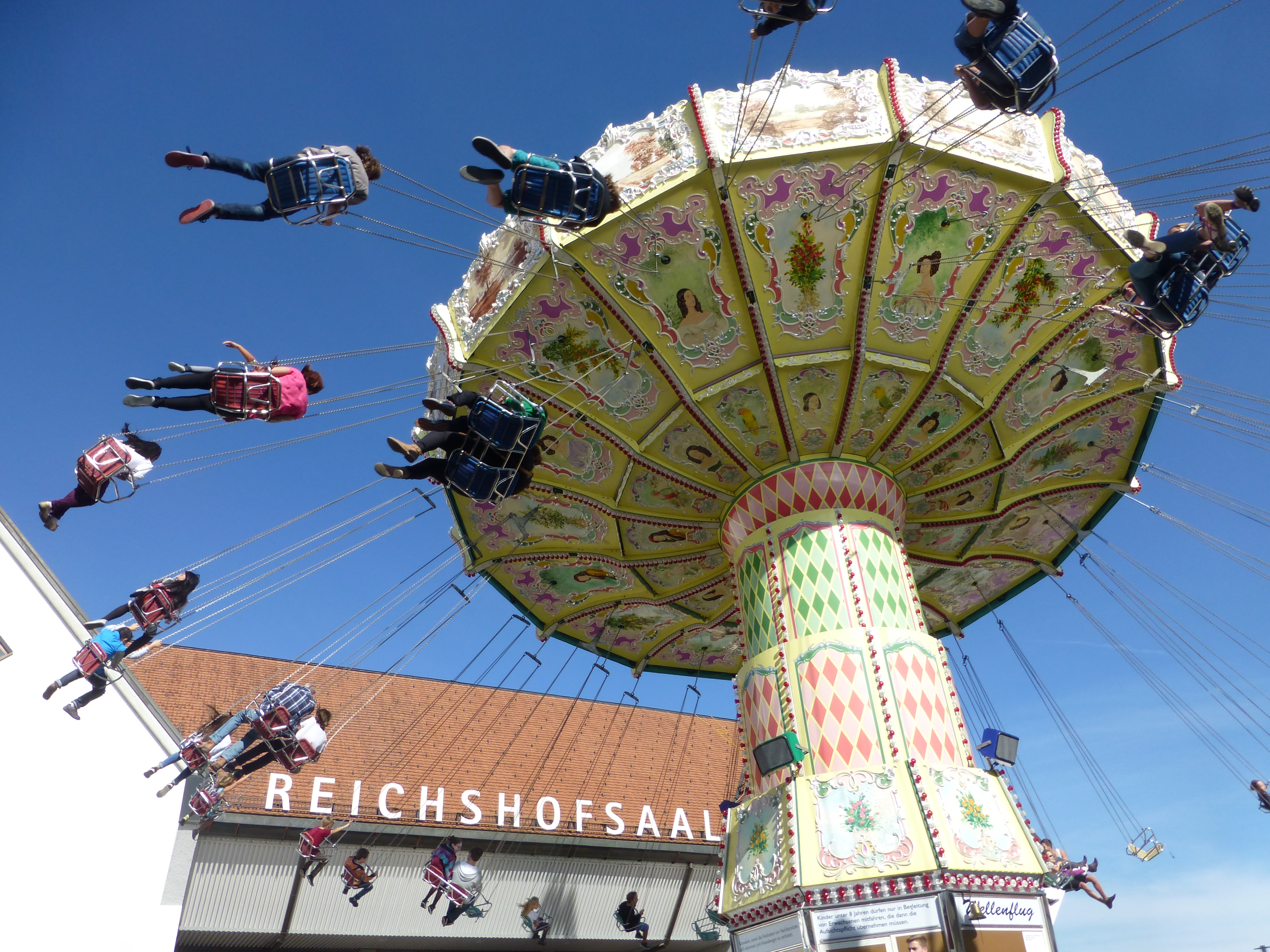
Lustenauer Kilbi

De driedaagse Lustenauer Christkindlemarkt (kerstmarkt) en Silvester am Platz ("oudejaarsdag op 't plein") zijn de afsluitende evenementen op de traditionele Lustenauer kalender.

## Geboren
- Marc Girardelli (*1963), alpineskiër
- Valentino Müller (*1999), voetballer